# Alastos pascoei
Alastos pascoei là một loài bọ cánh cứng trong họ Cerambycidae.